# Lagoa Wetanas
Der Lagoa Wetanas (Lagoa Welenas, We Lenas) ist ein Süßwassersee im osttimoresischen Suco Fatucahi (Verwaltungsamt Fatuberlio, Gemeinde Manufahi), nordwestlich der Verwaltungsamtshauptstadt Welaluhu.
Der See ist Teil der Important Bird Area des Flusses Clerec. Neben zahlreichen Vogelarten finden sich im See auch Leistenkrokodile.